# 作宮
作宮（元祿2年六月廿七（1689年8月12日） - 元禄5年四月廿三（1692年6月7日））為江戶時代中期的皇族。
常磐井宮（桂宮）家第6代當主。靈元天皇第10皇子。生母為五條為庸之女菅原經子。幼名正宮（まさのみや）之後在元祿4年（1691年）改稱作宮。
元禄2年8月，八條宮尚仁親王薨亡，八条宮家絕嗣，於是以靈元天皇之命，在同年10月，由作宮皇子入繼八條宮家，並由靈元天皇賜下新宮號「常磐井宮」、翌年元禄5年4月23日薨亡，得年只有4歳。法名淨功德院。
雖然作宮是靈元天皇所欽定的桂宮家第六代當主，但作宮實際上未曾真正以當主身份進入過桂宮家的宮邸內，因此在計算桂宮家世系時，也有不將作宮列入計算的情形。
| 前任： 尚仁親王 | 常磐井宮家第6代當主 1689年—1692年6月7日 | 繼任： 文仁親王 |